# Herman Adriaan van Karnebeek
Herman Adriaan van Karnebeek, né le 21 août 1874 à La Haye et décédé le 29 mars 1942 dans la même ville, est un homme politique néerlandais. Il est bourgmestre de La Haye, ministre des Affaires étrangères des Pays-Bas de 1918 à 1927 et président de l'Assemblée générale de la Société des Nations de 1921 à 1922.

## Distinctions
- Commandeur de l'ordre du Lion néerlandais

## Source
- (en) Cet article est partiellement ou en totalité issu de l’article de Wikipédia en anglais intitulé « Herman Adriaan van Karnebeek » (voir la liste des auteurs).